# Rauhe Berge (Berlin-Steglitz)
Die Rauhen Berge, früher teils auch Steglitzer Fichtenberg oder Steglitzer Fichten genannt, sind ein Höhenzug im Osten des Berliner Ortsteils Steglitz im Bezirk Steglitz-Zehlendorf. Sie sind heute nur noch teilweise erhalten.

## Lage und Name
Die Rauhen Berge liegen östlich des Steglitzer Ortskerns im Gebiet zwischen der Bergstraße und dem Insulaner im Norden, der Anhalter Bahn im Osten, den Wohngebieten um den Steglitzer Damm im Süden und der Bismarckstraße im Westen. Sie erstrecken sich in Ost-West-Richtung und sind etwa einen Kilometer ausgedehnt. Teile der Ortslage Berlin-Südende liegen auf den südöstlichen Ausläufern der Rauhen Berge, der Friedhof Steglitz in ihrem Westteil und gehen hier, in die früher als Steglitzer Fichten Berge (Steglitzer Fichten B.) bezeichneten Erhebungen über, die sich bis zur heutigen Filandastraße ausdehnten (teils durch Überbauung eingeebnet).
Sowohl der Name Rauhe Berge als auch die früher übliche Bezeichnung Steglitzer Fichtenberg werden auch für andere nahegelegene Erhebungen benutzt. Als Rauhe Berge wird auch das Gebiet um die Marienhöhe bezeichnet. Dieses Areal liegt etwa einen Kilometer östlich jenseits der Bahnanlagen der Anhalter und der Dresdener Bahn im heutigen Ortsteil Tempelhof. Der Name (Steglitzer) Fichtenberg ist heute für den höchsten Berg in Steglitz westlich des alten Ortskerns üblich. 

## Geschichte

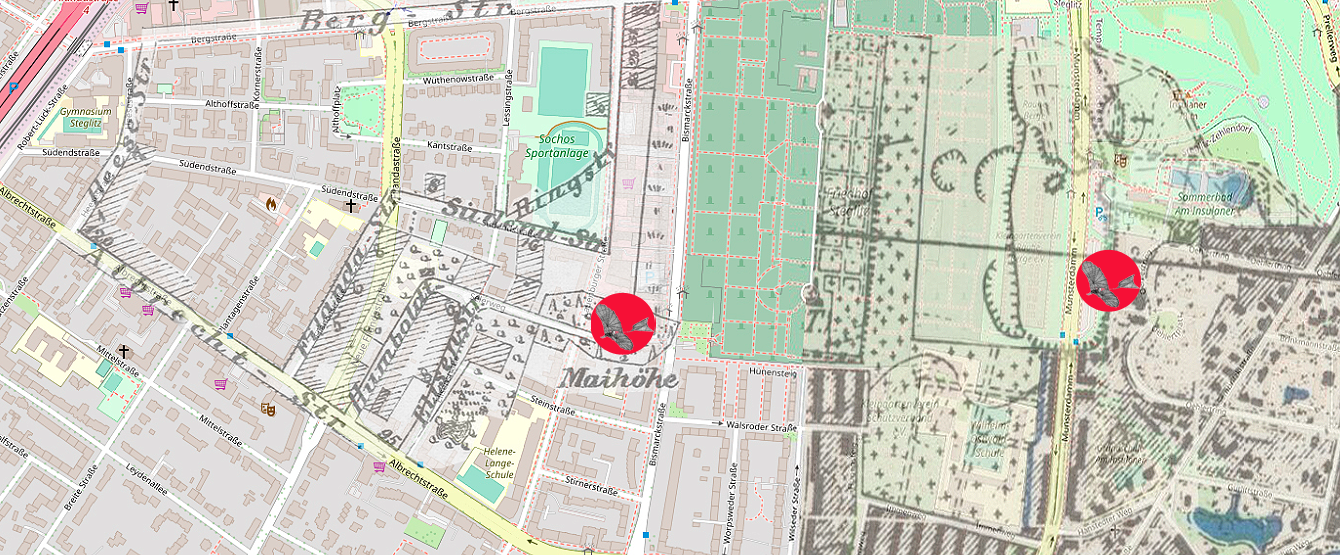
Steglitz Maihöhe unterhalb der Steglitzer Fichtenberge und die ehemalige Sandgrube Südende am Fuß der Rauhen Berge, Testfluggelände Otto Lilienthals

Der Höhenzug ist eiszeitlichen Ursprungs. Er ist Teil einer Kette von Grundmoränenkuppen der Weichsel-Kaltzeit.
Diverse Karten aus dem 19. Jahrhundert bezeichnen das Areal als Steglitzer Fichtenberg oder Steglitzer Fichten. Die Bezeichnung Rauhe Berge oder Raue Berge wurde für den sich unmittelbar östlich anschließenden Höhenzug verwendet. Allerdings waren die Rauhen Berge bereits vor dem Bau der Eisenbahnstrecken Mitte des 19. Jahrhunderts getrennt vom Steglitzer Fichtenberg dargestellt. Die Höhe des Steglitzer Fichtenberges wird Ende des 19. Jahrhunderts mit 59,9 Metern angegeben. 1832 wurde auf Erlass von König Friedrich Wilhelm III. verfügt, dass der Steglitzer Fichtenberg künftig Signalberg heißen sollte, diese Bezeichnung setzte sich nicht durch. Im 20. Jahrhundert ging die Bezeichnung Fichtenberg auf den westlich des Dorfkerns gelegenen Berg über. Auf neueren Karten findet man seitdem den Namen Rauhe Berge.
Im Jahr 1874 wurde der neue Friedhof von Steglitz angelegt, dafür wurde ein Teil der Rauhen Berge abgebaggert. 1872 entstand auf der Höhe im Bereich des heutigen Oehlertringes im Südostteil des Berges das Bergschlößchen. Das Gebäude wurde im Zweiten Weltkrieg zerstört. In den folgenden Jahren entstand die Villen- und Landhauskolonie Südende, wofür der südöstliche Teil der Berge bebaut wurde. Ende der 1880er Jahre wurden der Sand der Rauhen Berge als Baumaterial genutzt und eine große Sandgrube angelegt. Weite Teile der Rauhen Berge vor allem in ihrem Südwestteil wurden dabei abgebaut.
Am steilen Rand der Sandgrube machte 1892 Otto Lilienthal seine Flugversuche mit seinem Gleiter Südende-Apparat. Anfang des 20. Jahrhunderts entstanden zunächst illegal Kleingartenkolonien auf dem Südhang der Rauhen Berge.
Der Abbau zog sich über mehrere Jahrzehnte hin, zeitweise kam dabei eine Lorenbahn zum Einsatz.
Von 1915 bis 1919 entstand auf den Rauhen Bergen der Wasserturm Steglitz. Er lag damals noch am Rande des Friedhofs. 1921 wurde der Friedhof in Richtung Osten erweitert, wofür ebenfalls ein größeres Stück der Rauhen Berge einbezogen wurde.
Bis 1920 verlief durch die Rauhen Berge die Grenze zwischen den Gemeinden Steglitz und Mariendorf. Mit der Bildung von Groß-Berlin kam auch Südende und damit auch der Südostteil der Rauhen Berge zu Steglitz. Ab Ende der 1920er Jahre wurde eine Reihe von Wohnhäusern zwischen den Bergen und dem Steglitzer Damm gebaut.
Nach dem Zweiten Weltkrieg wurde der nordöstliche Teil der Rauhen Berge für die Ablagerung von Trümmerschutt genutzt. Es entstand der fast 75 Meter hohe Insulaner, der deutlich höher als die ursprünglichen Rauhen Berge war und erst recht ihre Reste deutlich überragte.
Im Jahr 1957 wurde der Munsterdamm, der bis dahin nur ein kurzes Stück nördlich des Steglitzer Damms verlief, nach Norden verlängert und zu einer Durchgangsstraße ausgebaut. Dabei wurden auch die Reste der Rauhen Berge durchschnitten.

## Raue Berge als Filmkulisse

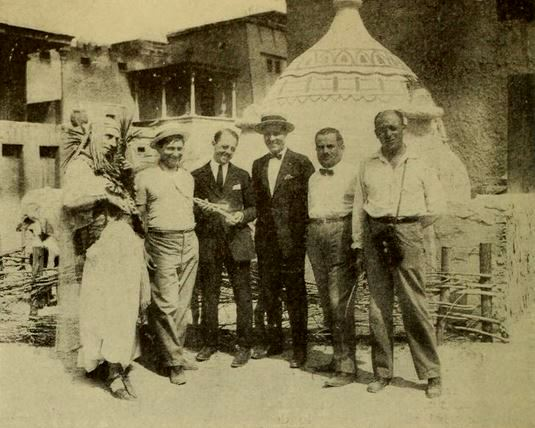
Drehpause, Friedrich Kühne (li.), Ernst Lubitsch (2.v.l.), Mr. Rothacker (3.v.r.), Paul Davidson (2.v.r.), Ernst Stern (re.) (1921)

Der feine Sand der Rauhen Berge und die durch den Abbau erzeugten steilen Hänge machten das Areal in den 1920er Jahren zu einem Filmdrehort für den Spielfilm Das Weib des Pharao von Regisseur Ernst Lubitsch. Die Filmarchitekten Kurt Richter und Ernst Stern erbauten hier, unter technischer Leitung von Max Gronau, ein 78 Meter hohen und 64 Meter breiten Pharaonenpalast und eine 29 Meter hohe Sphinx.

## Heutige Situation

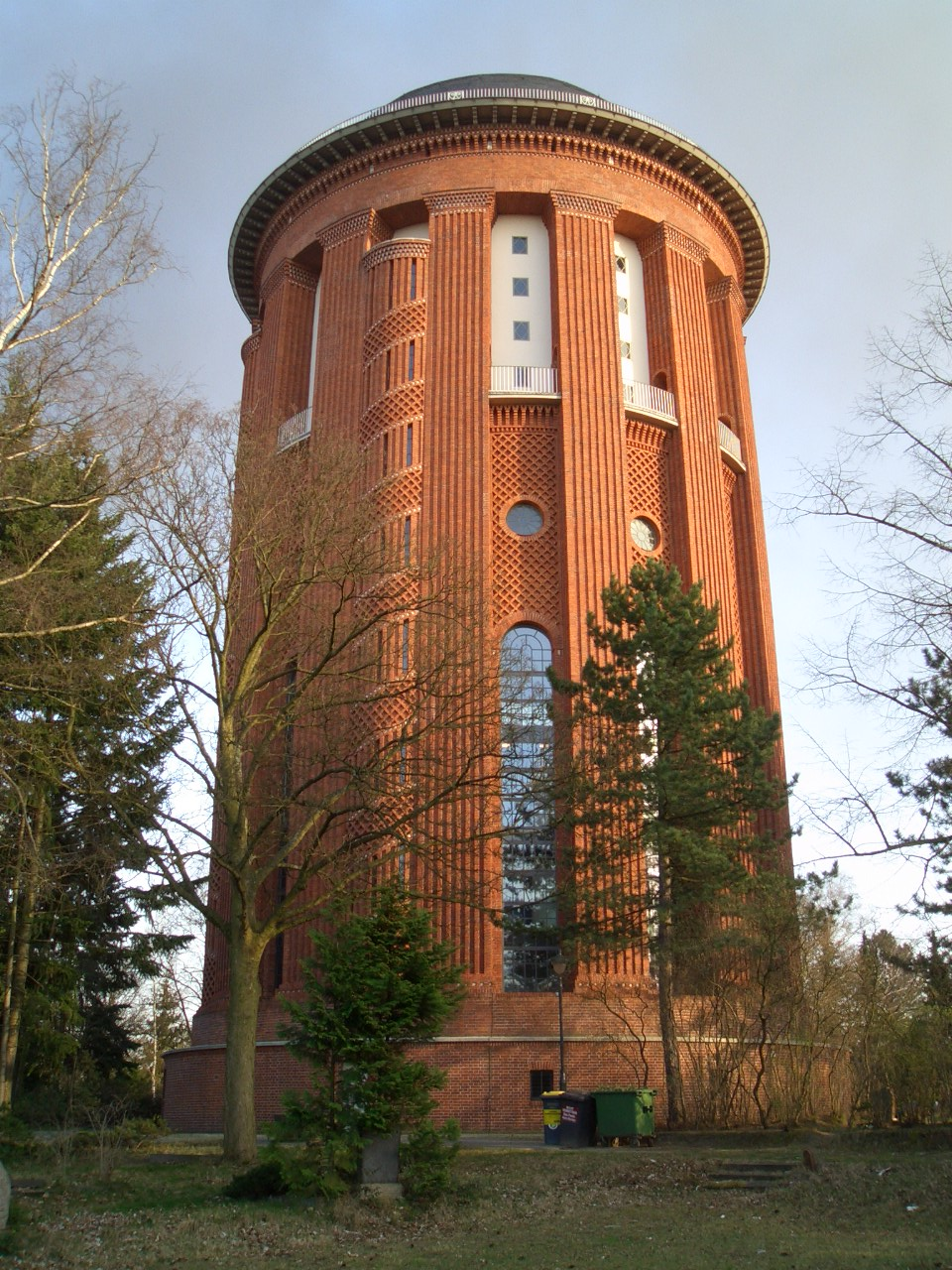
Wasserturm auf dem Friedhof in den Rauhen Bergen

Die Rauhen Berge sind nur noch teilweise erkennbar. Grund sind die Abbaggerungen für den Kiesabbau um 1900, der Friedhof an der Bergstraße, die Bebauung im Bereich Südende und der quer durch das Gelände der Rauhen Berge gebaute Munsterdamm. Der nach dem Krieg als Trümmerberg aufgeschüttete Insulaner am Rande der Rauhen Berge dominiert zudem die Geländesituation. Der höchste Punkt der Rauhen Berge liegt heute auf der Westseite des Oehlertplatzes und ist 56,3 Meter hoch, ein trigonometrischer Punkt auf dem Friedhof Bergstraße liegt bei 53 Metern. Das umgebende Gelände liegt auf einer Höhe zwischen 45 und 50 Metern, der Insulaner ist dagegen 75 Meter hoch. Auffälligste Geländemerkmale sind der Einschnitt des Munsterdamms zu beiden Seiten auf Höhe Kottesteig und der Südhang im Bereich der Kleingartenkolonie Heimgarten und des Friedhofs Steglitz.
Die Bergstraße in Steglitz ist nach den Rauhen Bergen benannt. Westlich des Munsterdamms gibt es die Kleingartenkolonie Rauhe Berge, an die sich Richtung Bergstraße zwischen Munsterdamm und Friedhof eine kleine parkartige Anlage anschließt.
Der Wasserturm auf dem Friedhof steht unter Denkmalschutz.